# Fases preliminares da Copa Libertadores da América de 2024
As fases preliminares da Copa Libertadores da América de 2024 foram disputadas de 6 de fevereiro a 14 de março de 2024. Um total de 19 equipes competiram nas fases de qualificação para decidir quatro das 32 vagas na fase de grupos da Copa Libertadores de 2024.
As equipes se enfrentaram em jogos eliminatórios de ida e volta, classificando-se a que somasse o maior número de pontos. Em caso de igualdade em pontos, a vaga seria definida em disputa por pênaltis.

## Sorteio
O sorteio das fases de qualificação foi realizado no dia 19 de dezembro de 2023, às 12:00 (UTC−3), no Centro de Convenções da CONMEBOL em Luque, Paraguai.
As equipes foram distribuídas pela classificação dos clubes da CONMEBOL em 18 de dezembro de 2023, levando em consideração os três fatores a seguir:
- Desempenho nos últimos 10 anos, levando em consideração os resultados da Copa Libertadores e da Copa Sul-Americana no período 2014–2023;
- Coeficiente histórico, levando em consideração os resultados da Copa Libertadores e da Copa Sul-Americana no período 1960–2013 e 2002–2013 respectivamente;
- Campeão do torneio local, com pontos de bônus concedidos aos campeões da liga nacional dos últimos 10 anos.

Para a primeira fase, as seis equipes foram sorteadas em três emparelhamentos (E1–E3), com as equipes do pote 1 sediando o jogo de volta.
Primeira fase
O sorteio das oitavas de final foi realizado em 18 de dezembro de 2023.
| Pote 1                                                 | Pote 1                                                 | Pote 2                                                      | Pote 2                                                      |
| ------------------------------------------------------ | ------------------------------------------------------ | ----------------------------------------------------------- | ----------------------------------------------------------- |
| - Melgar (44) - Defensor Sporting (66) - Nacional (84) | - Melgar (44) - Defensor Sporting (66) - Nacional (84) | - Aucas (88) - Academia Puerto Cabello (162) - Aurora (243) | - Aucas (88) - Academia Puerto Cabello (162) - Aurora (243) |

Segunda fase
Para a segunda fase, as 16 equipes foram sorteadas em oito emparelhamentos (C1–C8), com as equipes do pote 1 sediando o jogo de volta. Equipes da mesma federação não poderiam ser sorteadas para o mesmo confronto, excluindo os três vencedores da primeira fase, que foram colocados no pote 2 e cuja identidade não era conhecida no momento do sorteio, podendo ser sorteados para o mesmo confronto com outro time da mesma associação.
| Pote 1 | Pote 1 | Pote 2 | Pote 2 |
| --- | --- | --- | --- |
| - Nacional (5) - Atlético Nacional (21) - Colo-Colo (26) - Sporting Cristal (34) - Red Bull Bragantino (41) - Botafogo (49) - Palestino (62) - El Nacional (68) | - Nacional (5) - Atlético Nacional (21) - Colo-Colo (26) - Sporting Cristal (34) - Red Bull Bragantino (41) - Botafogo (49) - Palestino (62) - El Nacional (68) | - Godoy Cruz (72) - Always Ready (74) - Portuguesa (119) - Águilas Doradas (187) - Sportivo Trinidense (—) - Vencedor primeira fase 1 - Vencedor primeira fase 2 - Vencedor primeira fase 3 | - Godoy Cruz (72) - Always Ready (74) - Portuguesa (119) - Águilas Doradas (187) - Sportivo Trinidense (—) - Vencedor primeira fase 1 - Vencedor primeira fase 2 - Vencedor primeira fase 3 |

Terceira fase
Para a terceira fase, os oito vencedores da segunda fase foram alocados nas quatro eliminatórias seguintes (G1–G4), com a equipe de cada eliminatória com o ranking da CONMEBOL mais alto sediando o jogo de volta. 
- Vencedor da segunda etapa C1 vs. Vencedor da segunda etapa C8
- Vencedor da segunda etapa C2 vs. Vencedor da segunda etapa C7
- Vencedor da segunda etapa C3 vs. Vencedor da segunda etapa C6
- Vencedor da segunda etapa C4 vs. Vencedor da segunda etapa C5

As etapas de qualificação são estruturadas da seguinte forma:
- Primeira fase (6 equipes): Os três vencedores da primeira fase avançam para a segunda fase para se juntar às 13 equipes que entram diretamente na segunda fase.
- Segunda fase (16 equipes): Os oito vencedores da segunda fase avançam para a terceira fase.
- Terceira fase (8 equipes): Os quatro vencedores da terceira fase avançam para a fase de grupos para se juntar aos 28 participantes diretos. As quatro equipes eliminadas na terceira fase entram na fase de grupos da Copa Sul-Americana.

A chave foi decidida com base no sorteio da primeira fase e do sorteio da segunda fase, realizado no dia 19 de dezembro de 2023.

## Primeira fase
Em negrito, as equipes que avançaram.
| Chave | Equipe 1                | Total       | Equipe 2          | Ida | Volta |
| ----- | ----------------------- | ----------- | ----------------- | --- | ----- |
| E1    | Academia Puerto Cabello | 3–3 (4−2 p) | Defensor Sporting | 3–2 | 0−1   |
| E2    | Aurora                  | 2–1         | Melgar            | 1–0 | 1–1   |
| E3    | Aucas                   | 1–3         | Nacional          | 1–0 | 0–3   |

#### Chave E1
| 6 de fevereiro | Academia Puerto Cabello              | 3 − 2     | Defensor Sporting             | Estádio Misael Delgado, Valencia |
| 20:30 (UTC−4)  | A. Romero 1' · Fedor 36' · Covea 88' | Relatório | Bernal 24' · Rivero 67' (pen) | Árbitro: COL Carlos Ortega       |

| 13 de fevereiro | Defensor Sporting | 1 − 0     | Academia Puerto Cabello | Estádio Centenario, Montevidéu             |
| 21:30 (UTC−3)   | Mansilla 45+3'    | Relatório |                         | Público: 1 857 Árbitro: PAR Carlos Benítez |

|                                        |       | Penalidades                            |  |
| Rivero Elizari De los Santos Rodríguez | 2 – 4 | Bravo Covea Moreno Okitokandjo Cermeño |  |

3–3 no agregado. Academia Puerto Cabello venceu por 4–2 nos pênaltis.

#### Chave E2
| 7 de fevereiro | Aurora       | 1 − 0     | Melgar | Estádio Félix Capriles, Cochabamba          |
| 20:30 (UTC−4)  | Alaníz 45+1' | Relatório |        | Público: 7 978 Árbitro: BRA Paulo Zanovelli |

| 14 de fevereiro | Melgar        | 1 − 1     | Aurora    | Estádio Monumental da UNSA, Arequipa       |
| 19:30 (UTC−5)   | Bordacahar 7' | Relatório | Blanco 2' | Público: 9 018 Árbitro: URU Andrés Matonte |

Aurora venceu por 2–1 no placar agregado.

#### Chave E3
| 8 de fevereiro | Aucas            | 1 − 0     | Nacional | Estádio Gonzalo Pozo Ripalda, Quito    |
| 19:30 (UTC−5)  | Medina 85' (pen) | Relatório |          | Público: 5 152 Árbitro: CHI Piero Maza |

| 15 de fevereiro | Nacional                      | 3 − 0     | Aucas | Estádio Defensores del Chaco, Assunção |
| 21:30 (UTC−3)   | Duarte 12', 31' · Arévalo 55' | Relatório |       | Árbitro: BRA Anderson Daronco          |

Nacional venceu por 3–1 no placar agregado.

## Segunda fase
Em negrito, as equipes que avançaram.
| Chave | Equipe 1                | Total       | Equipe 2            | Ida | Volta |
| ----- | ----------------------- | ----------- | ------------------- | --- | ----- |
| C1    | Águilas Doradas         | 0–0 (3–4 p) | Red Bull Bragantino | 0–0 | 0–0   |
| C2    | Nacional                | 4–0         | Atlético Nacional   | 1–0 | 3–0   |
| C3    | Always Ready            | 7–4         | Sporting Cristal    | 6–1 | 1–3   |
| C4    | Godoy Cruz              | 0–1         | Colo-Colo           | 0–1 | 0–0   |
| C5    | Sportivo Trinidense     | 2–1         | El Nacional         | 1–1 | 1–0   |
| C6    | Academia Puerto Cabello | 0–4         | Nacional            | 0–2 | 0–2   |
| C7    | Portuguesa              | 2–4         | Palestino           | 1–2 | 1–2   |
| C8    | Aurora                  | 1–7         | Botafogo            | 1–1 | 0–6   |

#### Chave C1
| 20 de fevereiro | Águilas Doradas | 0 − 0     | Red Bull Bragantino | Estádio Atanasio Girardot, Medellín |
| 19:30 (UTC−5)   |                 | Relatório |                     | Árbitro: URU Gustavo Tejera         |

| 27 de fevereiro | Red Bull Bragantino | 0 − 0     | Águilas Doradas | Estádio Nabi Abi Chedid, Bragança Paulista |
| 21:30 (UTC−3)   |                     | Relatório |                 | Público: 4 115 Árbitro: CHI Piero Maza     |

|                                       |       | Penalidades                           |  |
| Lincoln Nathan Luan Cândido Léo Ortiz | 4 – 3 | Salazar Pineda Garavito Quiñónes Góez |  |

0–0 no agregado. Red Bull Bragantino venceu por 4–3 nos pênaltis.

#### Chave C2
| 21 de fevereiro | Nacional   | 1 − 0     | Atlético Nacional | Estádio Defensores del Chaco, Assunção    |
| 21:30 (UTC−3)   | Duarte 49' | Relatório |                   | Público: 2 674 Árbitro: ARG Darío Herrera |

| 28 de fevereiro | Atlético Nacional | 0 − 3     | Nacional                                       | Estádio Atanasio Girardot, Medellín         |
| 19:30 (UTC−5)   |                   | Relatório | Alfaro 24' · Arévalo 72' · Velazco 90+2' (pen) | Público: 17 292 Árbitro: BRA Wilton Sampaio |

Nacional venceu por 4–0 no placar agregado.

#### Chave C3
| 20 de fevereiro | Always Ready                                                                                | 6 − 1     | Sporting Cristal      | Estádio Municipal, El Alto                  |
| 20:30 (UTC−4)   | Wesley Tanque 14' · Romero 48', 78' (pen) · Robson Matheus 54' · Cuéllar 59' · Paniagua 89' | Relatório | Cauteruccio 44' (pen) | Público: 19 070 Árbitro: VEN Alexis Herrera |

| 27 de fevereiro | Sporting Cristal          | 3 − 1     | Always Ready | Estádio Nacional, Lima                      |
| 19:30 (UTC−5)   | Cauteruccio 36', 46', 78' | Relatório | Terrazas 16' | Público: 32 767 Árbitro: URU Gustavo Tejera |

Always Ready venceu por 7–4 no placar agregado.

#### Chave C4
| 22 de fevereiro | Godoy Cruz | 0 − 1     | Colo-Colo   | Estádio Malvinas Argentinas, Mendoza         |
| 21:30 (UTC−3)   |            | Relatório | Bolados 59' | Público: 23 000 Árbitro: BRA Flávio de Souza |

| 29 de fevereiro | Colo-Colo | 0 − 0     | Godoy Cruz | Estádio Monumental, Santiago                |
| 21:30 (UTC−3)   |           | Relatório |            | Público: 29 411 Árbitro: URU Andrés Matonte |

Colo-Colo venceu por 1–0 no placar agregado.

#### Chave C5
| 22 de fevereiro | Sportivo Trinidense | 1 − 1     | El Nacional | Estádio Defensores del Chaco, Assunção    |
| 19:00 (UTC−3)   | Romero 35'          | Relatório | Minda 74'   | Público: 2 048 Árbitro: PER Roberto Pérez |

| 29 de fevereiro | El Nacional | 0 − 1     | Sportivo Trinidense | Estádio Casa Blanca, Quito               |
| 17:00 (UTC−5)   |             | Relatório | Rayer 84'           | Público: 10 296 Árbitro: COL Jhon Ospina |

Sportivo Trinidense venceu por 2–1 no placar agregado.

#### Chave C6
| 21 de fevereiro | Academia Puerto Cabello | 0 − 2     | Nacional                       | Estádio Misael Delgado, Valencia            |
| 18:00 (UTC−4)   |                         | Relatório | Sanabria 11' · Ebere 42' (pen) | Público: 7 051 Árbitro: BRA Bráulio Machado |

| 28 de fevereiro | Nacional                       | 2 − 0     | Academia Puerto Cabello | Estádio Gran Parque Central, Montevidéu        |
| 19:00 (UTC−3)   | Bentancourt 59' · Carneiro 89' | Relatório |                         | Público: 26 786 Árbitro: ARG Yael Falcón Pérez |

Nacional venceu por 4–0 no placar agregado.

#### Chave C7
| 20 de fevereiro | Portuguesa   | 1 − 2     | Palestino                     | Estádio Brígido Iriarte, Caracas           |
| 18:00 (UTC−4)   | Rodríguez 9' | Relatório | Carrasco 15' (pen) · Sosa 31' | Público: 4 662 Árbitro: ECU Augusto Aragón |

| 27 de fevereiro | Palestino              | 2 − 1     | Portuguesa | Estádio El Teniente, Rancagua                   |
| 19:00 (UTC−3)   | Marabel 8' · Román 69' | Relatório | Meza 80'   | Público: 1 794 Árbitro: PAR Mario Díaz de Vivar |

Palestino venceu por 4–2 no placar agregado.

#### Chave C8
| 21 de fevereiro | Aurora            | 1 − 1     | Botafogo          | Estádio Félix Capriles, Cochabamba |
| 20:30 (UTC−4)   | Da. Torrico 90+6' | Relatório | Júnior Santos 27' | Árbitro: CHI Cristian Garay        |

| 28 de fevereiro | Botafogo                                                               | 6 − 0     | Aurora | Estádio Nilton Santos, Rio de Janeiro         |
| 21:30 (UTC−3)   | Júnior Santos 3', 52', 69', 81' · Tiquinho Soares 15' · Savarino 45+2' | Relatório |        | Público: 21 917 Árbitro: VEN Jesús Valenzuela |

Botafogo venceu por 7–1 no placar agregado.

## Terceira fase
Em negrito, as equipes que avançaram.
| Chave | Equipe 1            | Total       | Equipe 2            | Ida | Volta |
| ----- | ------------------- | ----------- | ------------------- | --- | ----- |
| G1    | Botafogo            | 3–2         | Red Bull Bragantino | 2–1 | 1–1   |
| G2    | Nacional            | 3–3 (1–3 p) | Palestino           | 0–2 | 3–1   |
| G3    | Always Ready        | 2–2 (4–5 p) | Nacional            | 1–0 | 1–2   |
| G4    | Sportivo Trinidense | 2–3         | Colo-Colo           | 1–1 | 1–2   |

### Chave G1
| 6 de março    | Botafogo               | 2 − 1     | Red Bull Bragantino    | Estádio Nilton Santos, Rio de Janeiro       |
| 21:30 (UTC−3) | Júnior Santos 44', 73' | Relatório | Juninho Capixaba 45+2' | Público: 33 433 Árbitro: URU Gustavo Tejera |

| 13 de março   | Red Bull Bragantino | 1 − 1     | Botafogo          | Estádio Nabi Abi Chedid, Bragança Paulista |
| 21:30 (UTC−3) | Talisson 86'        | Relatório | Júnior Santos 76' | Público: 8 300 Árbitro: COL Wilmar Roldán  |

Botafogo venceu por 3–2 no placar agregado.

### Chave G2
| 5 de março    | Nacional | 0 − 2     | Palestino               | Estádio Defensores del Chaco, Assunção       |
| 21:30 (UTC−3) |          | Relatório | Carrasco 47' · Sosa 50' | Público: 1 289 Árbitro: VEN Jesús Valenzuela |

| 12 de março   | Palestino  | 1 − 3     | Nacional                               | Estádio El Teniente, Rancagua              |
| 21:30 (UTC−3) | Suárez 84' | Relatório | D. Duarte 44' · Gaona 48' · Alfaro 67' | Público: 1 434 Árbitro: URU Andrés Matonte |

|                      |       | Penalidades                  |  |
| Sosa Dávila Chamorro | 3 – 1 | Orzuza Ojeda Blasi Santacruz |  |

3–3 no agregado. Palestino venceu por 3–1 nos pênaltis.

### Chave G3
| 7 de março    | Always Ready  | 1 − 0     | Nacional | Estádio Municipal, El Alto               |
| 20:30 (UTC−4) | Rodrígues 13' | Relatório |          | Público: 21 000 Árbitro: COL Jhon Ospina |

| 14 de março   | Nacional                 | 2 − 1     | Always Ready    | Estádio Gran Parque Central, Montevidéu    |
| 21:30 (UTC−3) | Lozano 7' · Antoni 90+3' | Relatório | Rodrígues 45+3' | Público: 35 396 Árbitro: ARG Darío Herrera |

|                                              |       | Penalidades                                      |  |
| Santander Zabala Carneiro Antoni Bentancourt | 5 – 4 | Caicedo Del Valle Suárez Robson Matheus Terrazas |  |

2–2 no agregado. Nacional venceu por 5–4 nos pênaltis.

### Chave G4
| 6 de março    | Sportivo Trinidense | 1 − 1     | Colo-Colo  | Estádio Tigo La Huerta, Assunção           |
| 21:30 (UTC−3) | Salcedo 36'         | Relatório | Zavala 60' | Público: 2 611 Árbitro: VEN Alexis Herrera |

| 13 de março   | Colo-Colo                   | 2 − 1     | Sportivo Trinidense | Estádio Monumental, Santiago                  |
| 21:30 (UTC−3) | Gil 4' · Palacios 31' (pen) | Relatório | Flores 33'          | Público: 28 511 Árbitro: BRA Anderson Daronco |

Colo-Colo venceu por 3–2 no placar agregado.